# زاهي (اسم)
زاهي هو اسم علم مذكر من أصل عربي، ومعناه هو اسم فاعل من الفعل زها، المتباهي التياه المعجب بنفسه اللامع المشرق.

## شخصيات تحمل الاسم
- زاهي أرملي (لاعب كرة قدم إسرائيلي، 25 أكتوبر 1957 – )
- زاهي حواس (28 مايو 1947[3] – )
- زاهي وهبي (5 مايو 1964 – )

## وصلات خارجية
- موسوعة السلطان قابوس لأسماء العرب نسخة محفوظة 5 أبريل 2019 على موقع واي باك مشين.